# Vũ Soạn
Vũ Soạn (01 tháng 10 năm 1922 - 26 tháng 5 năm 2021) là một nhà hoạt động cách mạng và chính khách Việt Nam, Đảng viên của Đảng Cộng sản Việt Nam, đã có nhiều cống hiến trong 2 cuộc chiến chống thực dân Pháp và đế quốc Mỹ góp phần cho công cuộc thống nhất đất nước. Ông nguyên là quyền Bí thư Tỉnh ủy tỉnh Quảng Trị, nguyên Khu ủy viên Khu ủy Trị Thiên Huế và nguyên Ủy viên Ban Thường vụ Tỉnh ủy Bình Trị Thiên.

## Tiểu sử và sự nghiệp
Vũ Soạn tên thật là Võ Hữu Kim , ông sinh ngày 1 tháng 10 năm 1922 tại xã Triệu Long, huyện Triệu Phong, tỉnh Quảng Trị. Mất ngày 26 tháng 5 năm 2021 tại nhà riêng, thuộc Phường Vĩnh Ninh, Thành phố Huế
Tháng 6 năm 1939 ông bắt đầu tham gia hoạt động Cách mạng trong tổ chức Thanh niên Dân chủ, Thanh niên Phản đế tại xã Triệu Quang (nay là Triệu Long), huyện Triệu Phong, Tỉnh Quảng Trị.
Tháng 5 năm 1940 ông vào Đảng Cộng sản Đông Dương, là Chi ủy viên thuộc Chi bộ Đâu Kênh, xã Triệu Quang (nay là Triệu Long), huyện Triệu Phong, tỉnh Quảng Trị
Từ tháng 10 năm 1942 đến tháng 3 năm 1945 là Tổ trưởng Tổ Đảng nhà lao Quảng Trị, sau đó Nhật đảo chính Pháp thoát tù.
Từ năm 1945 đến năm 1946 ông là Ủy viên Thường vụ Ủy ban Việt Minh tổng Bích La, Thường vụ Ủy ban Thanh niên cứu quốc Triệu Phong. Tỉnh Quảng Trị.
Từ năm 1946 đến năm 1948, huyện ủy viên, Trưởng Ban Trinh sát Huyện Triệu Phong, tỉnh Quảng Trị.
Từ năm 1948 đến năm 1950 là Trưởng Tiểu ban Dân vận tỉnh Quảng Trị. Tỉnh ủy Quảng Trị.
Tháng 11 năm 1950, Khu ủy Khu III và Khu IV trao đổi cán bộ để trao đổi kinh nghiệm chiến tranh du kích, ông trở thành Phó Bí thư Huyện ủy kiêm Chính trị viên Huyện đội huyện Quỳnh Côi, tỉnh Thái Bình.
Từ tháng 3 năm 1951 đến tháng 5 năm 1954 là Bí thư Huyện ủy, Tỉnh ủy viên kiêm Chính trị viên Huyện đội huyện Quỳnh Côi, Tỉnh Thái Bình.
Từ tháng 5 năm 1954 đến tháng 10 năm 1954 cuộc chiến thay đổi, ông được bố trí về lại Miền Nam để lãnh đạo phong trào Triệu Phong và giữ chức Bí thư Huyện ủy Triệu Phong, tỉnh Quảng Trị.
Tử tháng 10 năm 1954 đến 1961 Trung ương đề bạt lên Tỉnh ủy viên, Bí thư Huyện ủy Triệu Phong, tỉnh Quảng Trị
Từ năm 1961 đến năm 1962, ông được bầu làm Phó Bí thư thường trực Tỉnh ủy Quảng Trị trong Đại hội Đảng bộ tỉnh Quảng Trị năm 1961.
Từ năm 1962 đến năm 1965 ông là quyền Bí thư Tỉnh ủy trong lúc Bí thư Trương Chí Công đi chữa bệnh tại miền Bắc, đồng thời là Trưởng ban Quân sự, Trưởng Ban An ninh, kiêm Chính trị viên Tỉnh đội Quảng Trị.
Năm 1965 đến 1966 ông đảm nhiệm lại chức vụ Phó Bí thư thường trực Tỉnh ủy kiêm Chính trị viên Tỉnh đội, Trưởng Ban An ninh tỉnh Quảng Trị khi đồng chí Trương Chí Công đi chữa bệnh trở về,.
Từ năm 1966 đến năm 1967, Phó Bí thư Tỉnh ủy Quảng Trị kiêm Trưởng Ban Tổ chức, Trưởng Ban An ninh tỉnh Quảng Trị.
Từ năm 1967 đến năm 1969, theo đề nghị của Khu ủy, Trung ương chỉ định ông đảm nhiệm Ủy viên Ban chấp hành Đảng bộ của Đặc khu Trị Thiên Huế (Khu ủy viên Khu ủy Trị Thiên Huế), đồng thời tham gia Đảng ủy Mặt trận Đường 9 - Bắc Quảng Trị (Mặt trận B5), kiêm Bí thư Ban cán sự liên huyện Bắc đường 9, Chính ủy Trung đoàn 31 (Mặt trận B5) và Chính ủy Đoàn 7 (Quân khu Trị Thiên).
Từ năm 1969 đến năm 1971, là Khu ủy viên, Trưởng Ban Kiểm tra Đảng kiêm Trưởng Ban Dân vận thuộc Khu ủy Trị Thiên Huế.
Từ năm 1972 đến năm 1975, là Khu ủy viên, Trưởng Ban Kiểm tra Đảng kiêm luân phiên Trưởng Ban Tổ chức, Trưởng Ban Tuyên huấn, Trưởng Ban Dân vận, Trưởng Ban Thi đua, Trưởng Ban Binh vận thuộc Khu ủy Trị Thiên Huế.
Từ tháng 4 năm 1975 đến tháng 5 năm 1976, giải phóng toàn miền Nam, Khu ủy Trị Thiên Huế giải thể. Ông trở về cương vị Phó Bí thư thường trực Tỉnh ủy, phụ trách Ban tổ chức, Ban Kiểm tra Đảng và là Trưởng Tiểu ban hợp nhất 3 tỉnh Bình Trị Thiên thuộc Tỉnh ủy Quảng Trị.
Từ tháng 5 năm 1976 đến năm 1982, 3 tỉnh Bình Trị Thiên hợp nhất, ông là Ủy viên Ban Thường vụ Tỉnh ủy, Trưởng Ban Kiểm tra Đảng kiêm Trưởng ban nghiên cứu lịch sử Đảng thuộc Tỉnh ủy Bình Trị Thiên.
Từ năm 1983 đến năm 1984, ông hết tuổi đảm nhiệm cấp ủy nhưng vẫn làm Trưởng Ban Nghiên cứu Lịch sử Đảng tỉnh ủy Bình Trị Thiên.
Tháng 4 năm 1984 ông nghỉ hưu.
Ngày 26 tháng 5 năm 2021 (nhằm ngày rằm tháng 4 năm Tân Sửu), do tuổi cao sức yếu, ông qua đời tại nhà riêng, hưởng thọ 100 tuổi (theo cách tính của người Việt Nam).

## Quá trình hoạt động Cách mạng
Năm 1942, Vũ Soạn bị Thực dân Pháp bắt và kết án khổ sai tại nhà lao Quảng Trị. Khi ở trong tù, ông đã chịu các cuộc tra tấn dã man, kiên trung một lòng với Đảng, là tổ trưởng tổ Đảng trong Chi bộ nhà lao Quảng Trị, tham gia lãnh đạo thành công các cuộc đấu tranh của tù nhân chính trị, đặc biệt là cuộc "đấu tranh đòi nghỉ chiều thứ Bảy" ở nhà lao Quảng Trị.
Năm 1946, ông là Huyện ủy viên, Trưởng ban trinh sát của huyện ủy Triệu Phong. Ông đã cùng Công an Tỉnh bắt trọn được toàn bộ ban Tỉnh ủy Quốc dân Đảng trong một hội nghị của tổ chức này tại thôn Nhan Biều, huyên Triệu Phong.
Từ năm 1950, khi ra Thái Bình, thấy căn cứ huyện chỉ nằm trong 3 xã, thế rất khó khăn, ông đề nghị và được huyện đồng ý mở rộng sang phía Tây, vùng giải phóng được mở ra rộng hơn, đưa vùng chiến tranh vào lãnh thổ phía quân Pháp, tránh các cuộc càn quét vào căn cứ của Việt Minh.
Cuối năm 1951, khi Đại đội Hổ Xám của quân Pháp từ Nam Định qua càn quét theo đường đê sông Luộc đánh vào huyện Quỳnh Côi, trên cương vị Chính trị viên Huyện đội ông đã trực tiếp chỉ đạo 2 Trung đội của Đại đội 217 (Huyện đội Quỳnh Côi) dùng chiến thuật chặn đầu phía trước, nhưng chủ yếu Trung đội một đánh bọc phía sau vào vị trí chỉ huy, khống chế Đại đội trưởng làm toàn bộ Đại đội Hổ Xám tan rã, thu được nhiều vũ khí.
Cũng trong năm 1951, tại xã Khắc Vinh thuộc Quỳnh Côi, Đại đội trưởng Ngắm (Đại đội 3) của tỉnh Kiến An tìm đến ông hỏi cách tìm nguồn vũ khí cho bộ đội. Ông đã bố trí chỗ ăn ở cho đại đội, bàn bạc cách dàn trận, sau đó đưa đại đội đến cạnh đường 10 tấn công khi khi quân Pháp hành quân ngang qua, thu giữ toàn bộ số vũ khí. Tuy làm Chính trị viên, nhưng trận đánh nào của bộ đội ông cũng có mặt. Nghe tiếng ông hô truy kích giọng miền Trung, quân Pháp ngờ rằng có quân chủ lực nên trở nên dè dặt và dễ dao động hơn. Đại tướng Văn Tiến Dũng rất quý trọng và thường mời đến đàm đạo thế trận mỗi khi có cơ hội.
Mùa mưa năm 1951, đê Quỳnh Côi sắp bị vỡ, ông huy động hàng nghìn người để bảo vệ đê, và cùng với sức mạnh của quần chúng, ông gửi thư buộc quân Pháp không được hành quân trên đê để dân hộ đê, làm phía Pháp phải ngừng hành quân cho đến khi nước rút, huyện Quỳnh Côi xa Tỉnh, nên vũ khí của bộ đội lúc ấy rất thiếu thốn, ông đã chỉ đạo bộ đội chủ yếu là tự đánh chiếm để trang bị cho mình.
Năm 1952, xong mùa hoạt động ông đã chỉ đạo lấy được vũ khí thừa để trang bị cho một Đại đội khác. Việc này rất được Khu ủy Tả Ngạn khen ngợi.
Thời ấy, cống Trà Linh là một cống cung cấp nước cho vùng Trà Linh, huyện Thuỵ Anh (thuộc Thái Thụy ngày nay). Quân Pháp khi đóng ở đó đã đóng cửa cống không cho nước chảy qua, làm thất bại mùa màng nên nhân dân nổi dậy đấu tranh, ông huy động nhân dân Quỳnh Côi kéo đến đấu tranh cùng với nhân dân Trà Linh buộc quân Pháp phải mở cống. Ông đã nói: "Nếu dân Thụy Anh bị đói thì Quỳnh Côi cũng không thể làm ngơ!"
Sau những hoạt động thắng lợi, ông được tỉnh Thái Bình đề bạt Bí thư Huyện ủy, được cử là đại biểu của Tỉnh đi dự Hội nghị tổng kết chiến tranh du kích tại căn cứ địa Việt Bắc tháng 8 năm 1952 do Bộ Quốc phòng tổ chức. Chiến công của ông và đồng đội đã góp phần vào nội dung chính của hội nghị về chiến thuật chống càn quét ở đồng bằng, tránh lối đánh chính diện mà phải đánh vu hồi (đánh bọc phía sau), cách đánh này dễ thắng lợi mà tránh thiệt hại cho dân. Trong hội nghị, ông đã được cử làm Tổ trưởng tổ địch hậu, được trực tiếp đàm đạo với Chủ tịch Hồ Chí Minh về công tác dân vận.
Khi ông đến chào tạm biệt để trở về Nam, đồng chí Lê Tự, Bí thư Tỉnh ủy Thái Bình lúc ấy đã nói: "Tôi rất phục tác phong làm việc của anh, luôn đi sát bộ đội, đi sát với quần chúng!"
Năm 1964, lúc đang đảm nhiệm cương vị Quyền Bí thư Tỉnh ủy tỉnh Quảng Trị. Trong Đồng khởi 1964, sức của phong trào Quảng Trị từ chỗ yếu, ông đã tranh thủ được thời cơ chỉ đạo phong trào tỉnh, chuyển thành mạnh kịp với các tỉnh, góp phần đánh bại chiến lược "Chiến tranh đặc biệt" của Mỹ.
Năm 1966, sau khi Trung đoàn 6 (quân chủ lực Quân khu Trị Thiên Huế) rút quân ở đồng bằng Triệu Hải, quân Giải phóng mất thế liên hoàn chiến đấu giữa 3 vùng chiến lược ở Quảng Trị bao gồm: miền núi, đồng bằng và thị xã Quảng Trị. Nhằm cứu vãn tình hình, ông tìm cách chiếm lĩnh vùng trung tâm đồng bằng giữa 2 huyện Triệu Phong và Hải Lăng biên giới giữa 2 huyện bằng cách chỉ đạo đánh thông đường giao thông chiến lược từ trên núi xuống đồng bằng, rồi đưa lực lượng xuống vùng này để xây dựng căn cứ vững mạnh, từ căn cứ ấy đánh ra phía Bắc và đánh vào phía Nam, mở rộng vùng giải phóng. Nhờ vậy quân Giải phóng đã giành lại được thế liên hoàn ở khu vực này mặc dù không có Trung đoàn 6, vùng giải phóng được mở rộng, mối liên hoàn giữa 3 vùng chiến lược được hình thành trở lại để chuẩn bị phối hợp với chiến dịch Mậu Thân năm 1968.

Tại Khu ủy Trị Thiên năm 1967 - 1968(ông Vũ Soạn đứng thứ 4 hàng 2 từ trái sang)

Từ năm 1967 đến năm 1968 trên cương vị Khu ủy viên, ông được cử làm đại diện cho Khu ủy Trị Thiên Huế tham gia Đảng ủy Bộ tư lệnh Mặt trận Đường 9 - Bắc Quảng Trị (B5) chỉ đạo 3 huyện phía Bắc đường 9 là Hướng Hóa, Cam Lộ và Gio Linh huy động quân dân phối hợp với chủ lực của Quân đội nhân dân Việt Nam đánh sập hệ thống phòng ngự Đường 9 của liên quân Mỹ và VNCH, mở đường cho quân chủ lực của QĐNDVN tiến quân vào Huế. Trong thời gian đó, ông cũng đã chỉ đạo cho lực lượng bộ đội địa phương phối hợp với quân chủ lực và nhân dân thực hiện một cuộc chiến của quân và dân trên sông Hiếu (thường được gọi là "trận Bạch Đằng trên Sông Hiếu"), cắt đứt đường giao thông đường thủy của Mỹ và VNCH trong 4 ngày, làm các tàu địch bị thiệt hại không chở được đạn dược và lương thực cho mặt trận Tà Cơn và Khe Sanh. Góp phần vào thắng lợi của chiến dịch Đường 9 - Khe Sanh.
Ông đã chỉ đạo phát động được phong trào quần chúng làm công tác binh vận thành công tại Bắc Cam Lộ làm cho 2 trung đội dân vệ của Cam Thanh và Cam Giang nổi dậy làm binh biến.
Để cho sự lãnh đạo của Đảng nhanh chóng đến với nhân dân, ông chủ trương giải thể 2 huyện Cam Lộ- Gio Linh, lập liên huyện Gio-Cam và vạch ra nghị quyết của Huyện ủy sát đúng với đặc điểm của Cam Lộ, Gio Linh là một chiến trường vũ trang là chủ yếu. Chiến lược của ông luôn là dành thế áp đảo nhưng tránh thương vong. Cuối năm 1969, ông trở về cơ quan Khu ủy Trị Thiên Huế, được phân công liên tục phụ trách 6 Ban của Khu ủy. Ông hoàn thành nhiệm vụ được giao và góp phần xây dựng mối đoàn kết trong nội bộ Khu ủy.
Năm 1972, được sự phân công của Khu ủy Trị Thiên Huế, ông đã trực tiếp chỉ đạo phong trào địa phương tại Phong Điền và Quảng Điền để phối hợp với chủ lực tấn công Quảng Trị, góp phần giải phóng Quảng Trị mùa hè 1972.
Năm 1975 ông tham gia chỉ đạo phong trào trong chiến dịch Huế - Đà Nẵng ở khu vực Bắc Thừa Thiên Huế (3 huyện Phong Điền, Quảng Điền và Hương Trà).

## Vinh danh

### Huân chương
- Huân chương Hồ Chí Minh (Nhà nước Cộng hòa Xã hội Chủ nghĩa Việt Nam)[19][20][21].
- Huân chương Độc lập hạng nhất (Nhà nước Cộng hòa Xã hội Chủ nghĩa Việt Nam)[22]
- Huân chương Kháng chiến chống Pháp hạng nhì (Nhà nước Cộng hòa Xã hội Chủ nghĩa Việt Nam)[23]

- Huân chương Kháng chiến chống Mỹ hạng nhất (Nhà nước Cộng hòa Xã hội Chủ nghĩa Việt Nam) [23]
- Huân chương Quyết thắng hạng nhất (lần thứ nhất) (Chính phủ lâm thời CHMNVN)
- Huân chương Quyết thắng hạng nhất (lần thứ hai) (Chính phủ lâm thời CHMNVN)
- Huân chương Giải phóng hạng nhất (Chính phủ lâm thời CHMNVN)
- Huân chương 20 năm chiến tranh giải phóng Dân tộc (Medaglia XX Annuale della Guerra di Liberazione Nazionale) của Đảng Cộng sản Ý (P.C.I)

### Huy chương
- Huy chương Vì sự nghiệp giải phóng Phụ nữ (Hội liên hiệp Phụ nữ Việt Nam)
- Huy chương Vì thế hệ trẻ (Đoàn Thanh Niên Cộng sản Hồ Chí Minh)
- Huy chương Bảo vệ an ninh Tổ quốc[7] (Bộ Nội vụ)

### Kỷ niệm chương
- Chiến sĩ cách mạng bị địch bắt tù, đày (Thủ tướng chính phủ)
- Vì sự nghiệp kiểm tra của Đảng (Ủy ban kiểm tra Trung ương Đảng)
- Vì sự nghiệp lịch sử Đảng (Học viện chính trị Quốc gia Hồ Chí Minh)
- Vì sự nghiệp tư tưởng và văn hóa (Ban tư tưởng – văn hóa Trung ương)
- Tấn công, nổi dậy, anh dũng, kiên cường (Quân khu Trị Thiên)

### Huy hiệu
- Huy hiệu 80 năm tuổi Đảng [24]

- Huy hiệu Công an nhân dân [7]